# 维托里奥·阿梅迪奥二世
維托里奧·阿梅迪奥二世（義大利語：Vittorio Amedeo II；1666年5月14日—1732年10月31日），萨伏依公爵（1675年－1720年，1730年－1732年），西西里國王（1713年－1720年在位）和薩丁尼亞國王（1720年－1730年在位）。全名萨沃伊的维托里奥·阿梅迪奥·塞巴斯蒂安（Vittorio Amedeo Sebastiano di Savoia）
維托里奧·阿梅迪奥二世于1675年繼承萨伏依公爵封號。直到成年前，他的母亲玛丽-让娜-巴普蒂斯特是公国的摄政。
維托里奧·阿梅迪奥二世鲁莽地参加了西班牙王位继承战争，在这场战争中，萨伏依被迫与她强大的邻国法国作战。萨伏依军队节节失利，1706年法军圍攻了都灵。只是由于欧根亲王率领的神圣罗马帝国军队的支援，萨伏依才免遭灭顶之灾。1713年，作为参加西班牙王位继承战争的回报，維托里奧·阿梅迪奥二世成为西西里国王。但是后来，一个四国同盟（包括萨伏依在西班牙王位继承战争时的盟友）强迫維托里奧·阿梅迪奥二世放弃西西里（四國同盟戰爭）。作为交换，他获得了较不重要的撒丁岛。
1720年，維托里奧·阿梅迪奥二世成为薩丁尼亞王國的第一代國王。这个王国日渐强大，為未來的義大利民族國家奠定了基礎。

## 家庭
1684年，維托里奧·阿梅迪奧與奧爾良的安妮-瑪麗公主結婚，兩人共有3子3女：
- 瑪麗-阿德萊德（1685年—1712年），路易十五的母親
- 瑪麗亞·安娜（1687年—1690年），夭折
- 瑪麗亞·路易莎·加布里埃拉（1688年—1714年），西班牙王后
- 維托里奧·阿梅迪奧（1699年—1715年），早逝
- 卡洛·埃馬努埃萊三世（1701年—1773年），1730年成為薩丁尼亞國王
- 埃马努埃萊·菲利貝托（1705年—1705年），夭折

此外，維托里奧·阿梅迪奧與情婦讓娜·巴蒂斯特育有1子1女：
1. 瑪麗亞·維多利亞（1690年—1766年），卡里尼亞諾親王妃
2. 维托里奥·弗朗西斯科（英语：Vittorio Francesco, Marquis of Susa）（1694年—1762年）

| 维托里奥·阿梅迪奥二世 薩伏依王朝出生于：1666年5月14日逝世於：1732年10月31日 | 维托里奥·阿梅迪奥二世 薩伏依王朝出生于：1666年5月14日逝世於：1732年10月31日 | 维托里奥·阿梅迪奥二世 薩伏依王朝出生于：1666年5月14日逝世於：1732年10月31日 |
| 統治者頭銜                                                                  | 統治者頭銜                                                                  | 統治者頭銜                                                                  |
| --------------------------------------------------------------------------- | --------------------------------------------------------------------------- | --------------------------------------------------------------------------- |
| 前任： 卡洛·埃馬努埃萊二世                                                  | 薩伏依公爵 1675年6月12日－1730年9月3日                                      | 繼任： 卡洛·埃馬努埃萊三世                                                  |
| 前任： 查理六世                                                             | 薩丁尼亞國王 1720年2月17日－1730年9月3日                                    | 繼任： 卡洛·埃馬努埃萊三世                                                  |
| 前任： 費利佩五世                                                           | 西西里國王 1713年9月22日－1720年2月17日                                     | 繼任： 查理六世                                                             |